# 2002年ソルトレークシティオリンピックのスロベニア選手団
2002年ソルトレークシティオリンピックのスロベニア選手団（2002ねんソルトレークシティオリンピックのスロベニアせんしゅだん）は、2002年2月8日から2月24日までアメリカ合衆国のソルトレイクシティで開催された2002年ソルトレークシティオリンピックのスロベニア選手団、およびその競技結果。

## 概要
今大会は銅メダル1個を獲得した。スロベニア選手団が冬季オリンピックでメダルを獲得したのは、1994年リレハンメルオリンピックのアルペンスキーで銅メダルを獲得して以来2大会ぶり2度目。

## メダル
| メダル | 選手名                                                                        | 競技           | 種目               |
| ------ | ----------------------------------------------------------------------------- | -------------- | ------------------ |
| 銅     | ダミヤン・フラス プリモジュ・ペテルカ ロベルト・クラニエッツ ペテル・ジョンタ | スキージャンプ | 男子ラージヒル団体 |